# Apsilochorema caledonicum
Apsilochorema caledonicum là một loài Trichoptera thuộc họ Hydrobiosidae. Chúng phân bố ở miền Australasia.